# Zoropsis kirghizicus
Espèce
Zoropsis kirghizicus est une espèce d'araignées aranéomorphes de la famille des Zoropsidae.

## Distribution
Cette espèce est endémique du Kirghizistan.

## Étymologie
Son nom d'espèce lui a été donné en référence au lieu de sa découverte, le Kirghizistan.

## Publication originale
- Ovtchinnikov & Zonstein, 2001 : Zoropsis kirghizicus sp. n. (Araneae, Zoropsidae) from Tien-Shan and Alai. Tethys Entomological Research, vol. 3, p. 5-6.